# Miss Guadeloupe
Miss Guadeloupe est un concours de beauté annuel concernant les jeunes femmes de la Guadeloupe. Il est qualificatif pour l'élection de Miss France en direct sur la chaîne TF1, chaque année, en décembre.
4 Miss Guadeloupe ont déjà été couronnées Miss France :
- Véronique de la Cruz, Miss France 1993 ;
- Corinne Coman, Miss France 2003 ;
- Clémence Botino, Miss France 2020 ;
- Indira Ampiot, Miss France 2023.

Miss Guadeloupe est le cinquième comité ayant remporté le plus de fois le concours Miss France.

## Histoire
Avant 2010, il n'existe qu'une seule élection de Miss Guadeloupe, mais lorsque Geneviève de Fontenay quitte le comité Miss France en 2010, le Conservatoire du Patrimoine Culturel de Guadeloupe (CPCG), présidé par Josette Emmanuel, décide de suivre Madame de Fontenay et de participer au concours Miss Nationale devenu par la suite Miss Prestige National. Un deuxième concours nommé « Miss Guadeloupe pour Miss France » est alors créé pour participer à l'élection de Miss France.
Lors de l'élection de Miss France 2016, Miss Guadeloupe s'associe à Miss Saint-Martin et à l'île de Saint-Barthélemy (sans comité affilié à Miss France) pour créer l'élection de Miss Guadeloupe et Îles du Nord. L'élection a lieu à Marigot, chef-lieu de Saint-Martin. Néanmoins, le titre de Miss Guadeloupe est utilisé lors de l'élection nationale, la dénomination Îles du Nord n'était pas suffisamment percutante pour le public métropolitain. Quelques mois plus tard, d'un commun accord, le comité Miss Guadeloupe revient sur le périmètre de son territoire uniquement. Du côté des Îles du Nord, un nouveau format né en 2016 s'intitule Miss Saint-Martin et Saint-Barthélemy.
Fabien Rostal devient le délégué régional de Miss France pour la Guadeloupe jusqu'en 2016. En 2017, c'est l'entreprise de production événementielle Id Prod qui organise le concours avant que les accords régionaux ne soient cédés à l'association Guadeloupe La Belle en 2018. Une nouvelle déléguée régionale est alors nommée : Sandra Bisson (Miss Guadeloupe 2001 et 1re dauphine de Miss France 2002). Depuis 2015, le concours de Miss Guadeloupe Prestige organisé par le Conservatoire du patrimoine culturel de Guadeloupe n'existe plus. « Miss Guadeloupe pour Miss France » est donc l'unique concours féminin régional de renommée. 
Entre 2023 et 2024, Corinne Coman élue Miss France 2003 est à la tête du comité. Le 15 avril 2024, Sandrine Derrick lui succède. 

## Récapitulatif des résultats
- Miss France: Véronique de la Cruz (1993), Corinne Coman (2003), Clémence Botino (2020), Indira Ampiot (2023)
- Miss France d'Outre-Mer : Monique Cazalan (1936) ; Catherine Carew (1986)
- 1re dauphine : Sandra Bisson (2002), Ophély Mézino (2019)
- 2e dauphine : Paulette Battet (1985)
- 3e dauphine : Francette Bulin (1991), Ludmilla Canourgues (1994), Alicia Bausivoir (1995), Patricia Sellin (1996), Morgane Thérésine (2017), Jalylane Maës (2023), Moïra André (2024)
- 4e dauphine : Chloé Deher (2014), Joëlle Ursull  (1979)
- 5e dauphine : Elydie Billioti de Gage (1980)
- 6e dauphine : Marie-Laure Thomaseau (1990), Micheline Babin (1981)
- Top 12 puis 15 : Diana Mary (2004), Mandy Falla (2008), Rebecca Erivan (2009), Chloé Mozar (2015), Kenza Andreze-Louison (2021)

## Les Miss
Note : Toutes les données ne sont pas encore connues.
| Année | Nom                       | Âge    | Taille | Résidence      | Classement local                                        | Classement à Miss France                                                             | Autres |
| ----- | ------------------------- | ------ | ------ | -------------- | ------------------------------------------------------- | ------------------------------------------------------------------------------------ | --- |
| 1937  | Monique Cazalan           |        |        |                |                                                         | Miss France d'Outre-Mer 1937                                                         | Gagnante d'une élection organisée par Maurice de Waleffe regroupant 11 candidates venues des colonies françaises de l'époque (Annam, Sénégal, Laos, Tonkin, Cochinchine, Madagascar, Martinique, Guyane, Réunion, Guadeloupe, Pondichéry)                                                             |
| 1955  | Jacqueline Bourgeois Gard | 21 ans |        |                |                                                         | N’a pas participé à Miss France 1956                                                 | |
| 1977  | Line Debar-Monclair       | 20 ans | 1,72 m |                |                                                         |                                                                                      | Prix du costume folklorique à l'élection de Miss France 1978 |
| 1978  | Joëlle Ursull             | 18 ans | 1,72 m | Morne-à-l'Eau  | Miss Morne-à-l'Eau 1977                                 | 4e dauphine de Miss France 1979                                                      | Elle poursuit une carrière de mannequin avant d'intégrer le groupe Zouk Machine ; Miss Antilles 1985 ; Elle refusa de représenter la France à Miss Univers 1979 ; Elle représente la France au Concours Eurovision de la chanson 1990, avec White and Black Blues. Elle terminera à la deuxième place |
| 1979  | Lydie Billioti de Gage    |        |        |                |                                                         | 5e dauphine de Miss France 1980                                                      | Représente la Guadeloupe lors de Miss Univers 1980 |
| 1980  | Micheline Babin           | 20 ans | 1,70 m | Basse-Terre    | Miss Basse-Terre 1980                                   | 6e dauphine de Miss France 1981                                                      | |
| 1982  | Dominique Chalbot (it)    |        |        | Pointe-à-Pitre |                                                         |                                                                                      | |
| 1984  | Paulette Battet           |        |        |                |                                                         | 2e dauphine de Miss France 1985                                                      | |
| 1985  | Catherine Carew           |        |        |                |                                                         | Miss France Outre-mer 1986                                                           | Candidate à Miss Univers 1986, classée 12e |
| 1986  | Corinne Lumot             |        |        |                |                                                         |                                                                                      | |
| 1987  | Adélaïde Annie            |        |        | Morne-à-l'Eau  |                                                         |                                                                                      | |
| 1988  | Gladys Carène             | 18 ans | 1,69 m |                |                                                         |                                                                                      | |
| 1989  | Marie-Laure Thomaseau     |        |        | Pointe-à-Pitre |                                                         | Figure parmi les demi-finalistes à l'élection de Miss France 1990                    | 1re dauphine de Miss Caraïbes 1990 |
| 1990  | Francette Bulin           | 20 ans | 1,74 m | Basse-Terre    |                                                         | 3e dauphine de Miss France 1991                                                      | |
| 1991  | Sylvana Garnier           |        |        | Pointe-Noire   |                                                         |                                                                                      | Prix du Costume régional à l'élection de Miss France 1992 |
| 1992  | Véronique de la Cruz      | 18 ans | 1,75 m | Saint-François |                                                         | Miss France 1993                                                                     | Elle devient ainsi la première Miss France noire ; 6e dauphine de Miss Monde 1993 ; Représentante de la France à Miss Univers 1993 |
| 1993  | Béatrice Levalois         |        |        | Le Gosier      |                                                         |                                                                                      | 1re dauphine de Miss Caraïbes 1994 |
| 1994  | Ludmilla Canourgues       | 18 ans |        | Les Abymes     |                                                         | 3e dauphine de Miss France 1995                                                      | Miss Caraïbes 1995 |
| 1995  | Alicia Bausivoir          |        |        | Les Abymes     | Miss Beauté Noire 1993                                  | 3e dauphine de Miss France 1996                                                      | 1re dauphine de Miss Caraïbes 1996 |
| 1996  | Patricia Sellin           | 18 ans |        | Sainte-Anne    |                                                         | 3e dauphine de Miss France 1997                                                      | 1re dauphine de Miss Caraïbes 1997 |
| 1997  | Estelle Tite              | 18 ans | 1,81 m | Sainte-Anne    | 1re dauphine de Miss Sainte-Anne 1997                   |                                                                                      | Prix des Plus belles Jambes à l'élection de Miss France 1998 |
| 1998  | Suzanne Galin             | 21 ans | 1,74 m | Les Abymes     |                                                         |                                                                                      | |
| 1999  | Sylvie Albina             | 18 ans | 1,76 m | Basse-Terre    | Miss Basse-Terre 1999                                   |                                                                                      | Prix du Costume Régional à l'élection de Miss France 2000 |
| 2000  | Sabrina Cyrille           | 18 ans | 1,75 m | Gourbeyre      | Miss Gourbeyre 2000                                     |                                                                                      | |
| 2001  | Sandra Bisson             | 21 ans | 1,75 m | Pointe-à-Pitre |                                                         | 1re dauphine de Miss France 2002                                                     | |
| 2002  | Corinne Coman             | 19 ans | 1,79 m | Sainte-Anne    |                                                         | Miss France 2003                                                                     | Figure parmi les 12 demi-finalistes à l'élection de Miss Europe 2003 |
| 2003  | Daïana Mary               | 19 ans | 1,77 m | Saint-François | Miss Saint-François 2003                                | Figure parmi les 12 demi-finalistes à l'élection de Miss France 2004 et termine 10e  | |
| 2004  | Maïté Baptiste            | 19 ans | 1,80 m | Le Moule       |                                                         |                                                                                      | Prix du Mannequinat à Miss France 2005 |
| 2005  | Jessy Gamon               | 20 ans | 1,77 m | Baie-Mahault   |                                                         |                                                                                      | |
| 2006  | Safia Randal              | 18 ans | 1,76 m | Petit-Bourg    |                                                         |                                                                                      | Prix de l'Exotisme à Miss France 2007 |
| 2007  | Mandy Falla               | 18 ans | 1,76 m | Les Abymes     | Miss Abymes 2006                                        | Figure parmi les 12 demi-finalistes à l'élection de Miss France 2008 et termine 12e  | |
| 2008  | Rebecca Erivan            | 18 ans | 1,84 m | Basse-Terre    |                                                         | Figure parmi les 12 demi-finalistes à l'élection de Miss France 2009 et termine 8e   | Prix de l'Élegance balnéaire Claudie Song à l'élection de Miss France 2009 |
| 2009  | Angélique Duro            | 21 ans | 1,78 m | Saint-François | Miss Saint-François 2008                                |                                                                                      | Prix du Sourire Air Caraïbes à l'élection de Miss France 2010 |
| 2010  | Jenny Vulgaire            | 21 ans | 1,73 m | Petit-Bourg    |                                                         |                                                                                      | 2e dauphine de Miss Caraïbes Hibiscus Karukéra |
| 2011  | Cindy Le Pape             | 21 ans | 1,72 m | Le Moule       |                                                         |                                                                                      | Miss Caraïbes Hibiscus Karukéra 2008 |
| 2012  | Cynthia Tinédor           | 20 ans | 1,75 m | Sainte-Rose    | 5e dauphine de Miss Guadeloupe 2011                     |                                                                                      | |
| 2013  | Chloé Deher               | 18 ans | 1,77 m | Terre-de-Haut  |                                                         | 4e dauphine de Miss France 2014                                                      | |
| 2014  | Chloé Mozar               | 18 ans | 1,80 m | Les Abymes     | Miss Abymes 2014                                        | Figure parmi les 12 demi-finalistes à l'élection de Miss France 2015, et termine 10e | Prix de la Sympathie à l'élection de Miss France 2015 |
| 2015  | Johanna Delphin           | 20 ans | 1,77 m | Baie-Mahault   | Porte le titre de Miss Guadeloupe et Îles du Nord 2015  |                                                                                      | Représentante de la Guadeloupe, de Saint-Martin et de Saint-Barthélemy à l'élection de Miss France 2016 |
| 2016  | Morgane Thérésine         | 20 ans | 1,77 m | Le Gosier      | Miss Gosier 2013 ; 1re dauphine de Miss Guadeloupe 2014 | 3e dauphine de Miss France 2017                                                      | Représentante de la Guadeloupe à Miss Monde 2018 |
| 2017  | Johane Matignon           | 18 ans | 1,75 m | Saint-François | Miss Saint-François 2015                                |                                                                                      | |
| 2018  | Ophély Mézino             | 19 ans | 1,72 m | Morne-à-l'Eau  |                                                         | 1re dauphine de Miss France 2019                                                     | Miss World France 2019 ; 1re dauphine de Miss Monde 2019 et Miss World Europe 2019 |
| 2019  | Clémence Botino           | 22 ans | 1,75 m | Le Gosier      |                                                         | Miss France 2020                                                                     | Prix de la culture générale avec la note de 17,5/20 à l’élection de Miss France 2020 Miss Universe France 2021 et Top 10 à Miss Univers 2021 |
| 2020  | Kenza Andreze-Louison     | 20 ans | 1,76 m | Baie-Mahault   |                                                         | Figure parmi les 15 demi-finalistes à l'élection de Miss France 2021, et termine 8e  | Prix du Défilé à Miss France 2021 |
| 2021  | Ludivine Edmond           | 20 ans | 1,76 m | Gourbeyre      |                                                         |                                                                                      | |
| 2022  | Indira Ampiot             | 18 ans | 1,77 m | Basse-Terre    | Miss Basse-Terre 2022                                   | Miss France 2023                                                                     | Fille de Béatrice Tejou 1ere dauphine de miss Guadeloupe 1998. |
| 2023  | Jalylane Maës             | 18 ans | 1,73 m | Abymes         | Miss Abymes 2023                                        | 3e dauphine de Miss France 2024                                                      | |
| 2024  | Moïra André               | 27 ans | 1,71 m | Terre-de-Bas   | Miss Terre-de-Bas 2024                                  | 3e dauphine de Miss France 2025                                                      | |
| 2025  | Naomi Torrent             | 30 ans | 1,77 m | Basse-Terre    |                                                         |                                                                                      | |

### Galerie

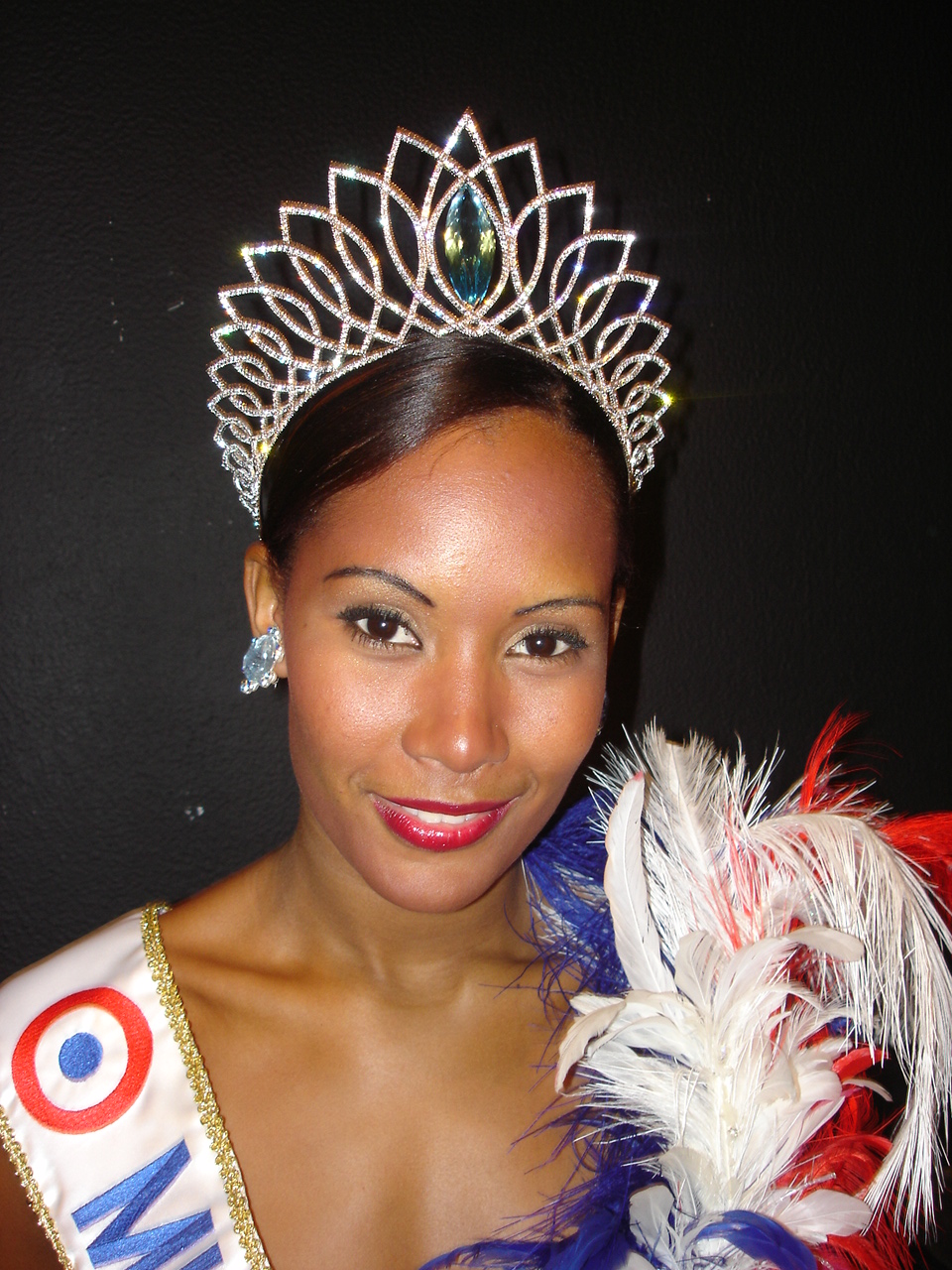
Corinne Coman, Miss Guadeloupe 2002 et Miss France 2003.
Morgane Thérésine, Miss Guadeloupe 2016 et 3e dauphine de Miss France 2017.
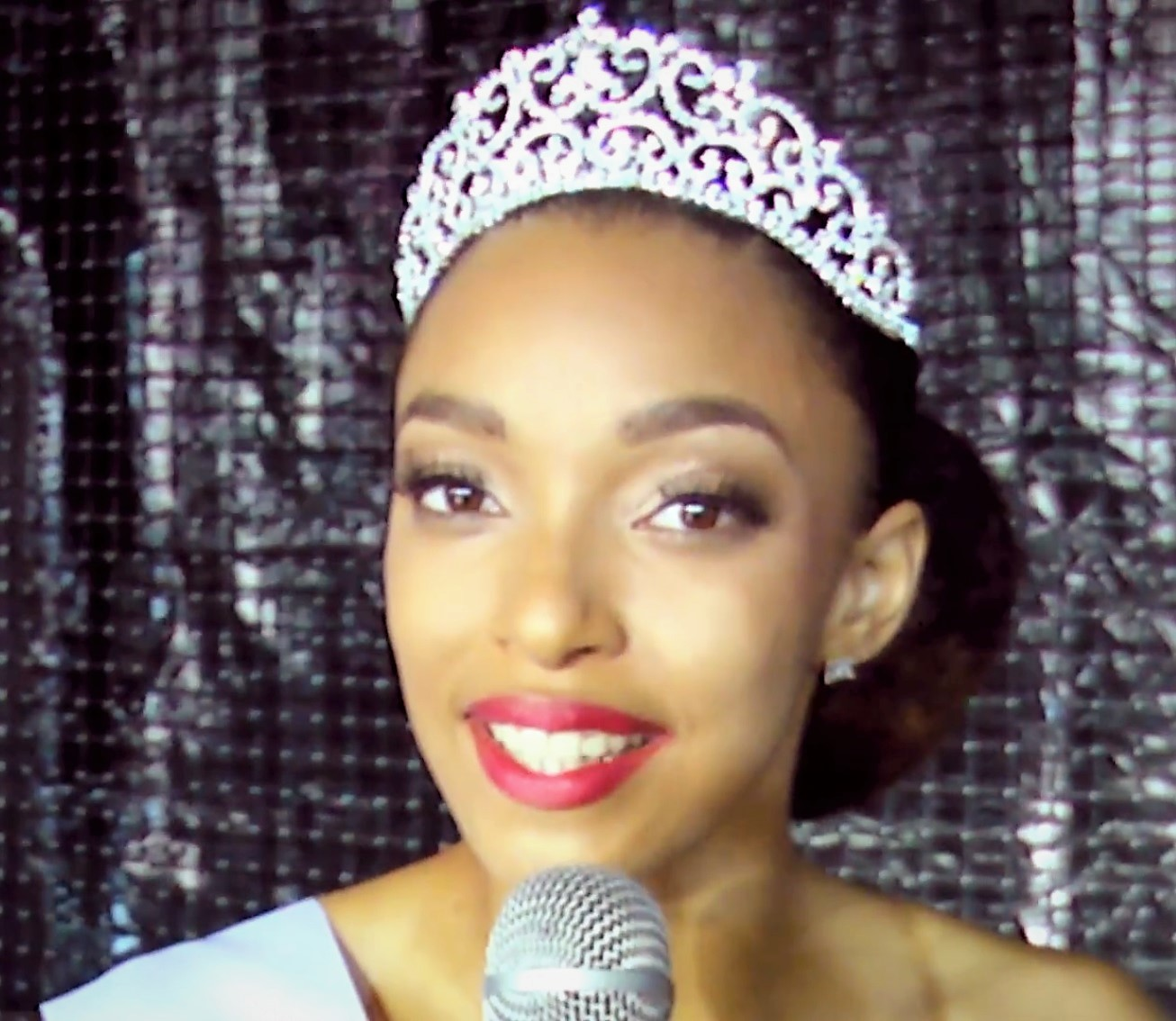
Ophély Mézino, Miss Guadeloupe 2018 et 1re dauphine de Miss France 2019, 1re dauphine de Miss Monde 2019 et Miss Monde Europe 2019.
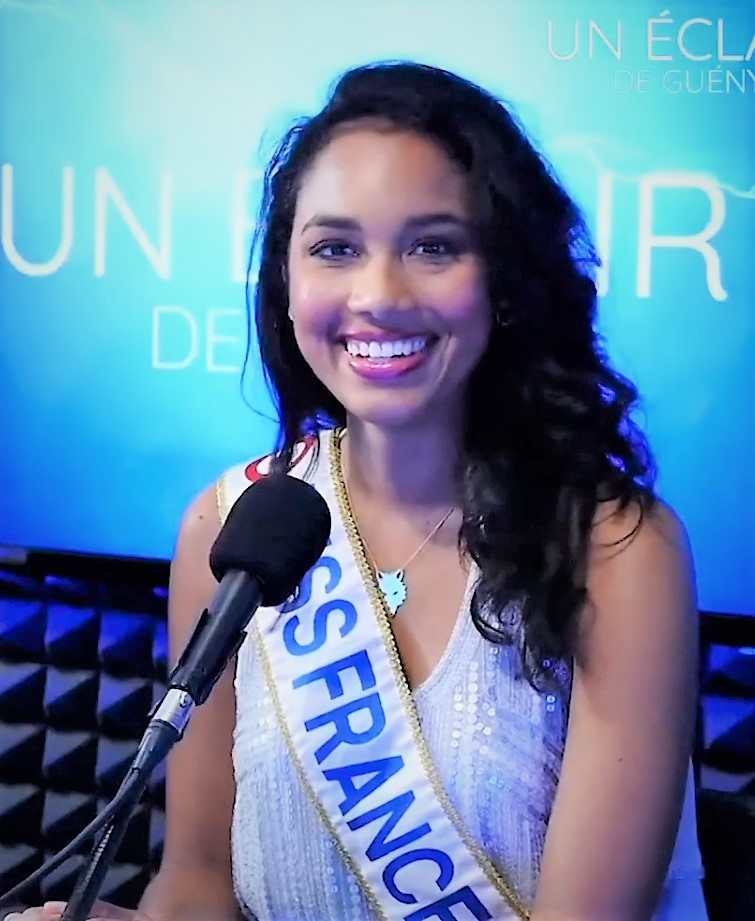
Clémence Botino, Miss Guadeloupe 2019 et Miss France 2020.
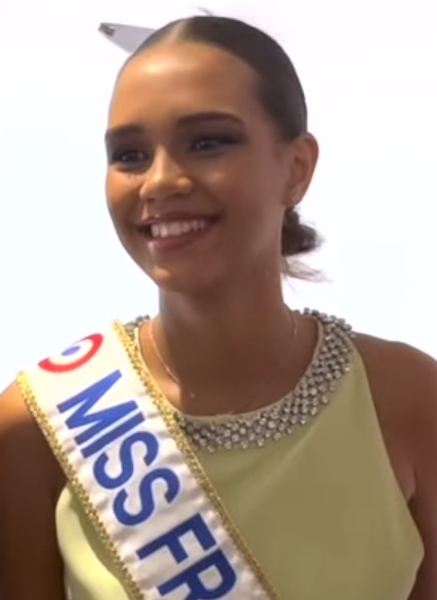
Indira Ampiot, Miss Guadeloupe 2022 et Miss France 2023.

## Palmarès par commune depuis 1990
| Commune        | Titres | Années                             |
| -------------- | ------ | ---------------------------------- |
| Les Abymes     | 6      | 1994, 1995, 1998, 2007, 2014, 2023 |
| Basse-Terre    | 5      | 1990, 1999, 2008, 2022, 2025       |
| Saint-François | 4      | 1992, 2003, 2009, 2017             |
| Baie-Mahault   | 3      | 2005, 2015, 2020                   |
| Le Gosier      | 3      | 1993, 2016, 2019                   |
| Sainte-Anne    | 3      | 1996, 1997, 2002                   |
| Gourbeyre      | 2      | 2000, 2021                         |
| Le Moule       | 2      | 2004, 2011                         |
| Petit-Bourg    | 2      | 2006, 2010                         |
| Morne-à-l'Eau  | 1      | 2018                               |
| Terre-de-Bas   | 1      | 2024                               |
| Terre-de-Haut  | 1      | 2013                               |
| Sainte-Rose    | 1      | 2012                               |
| Pointe-à-Pitre | 1      | 2001                               |
| Pointe-Noire   | 1      | 1991                               |

## Palmarès à l’élection Miss France depuis 2000
- Miss France :1993, 2003, 2020, 2023
- 1re dauphine : 2002, 2019
- 2e dauphine :
- 3e dauphine : 2017, 2024, 2025
- 4e dauphine : 2014
- 5e dauphine :
- 6e dauphine :
- Top 12 puis 15 : 2004, 2008, 2009, 2015, 2021
- Classement des régions pour les 10 dernières élections (Miss France 2015 à 2024) : 3e sur 30[Note 1].

## A retenir
- Meilleur classement de ces 10 dernières années : Clémence Botino, élue Miss France 2020 ; Indira Ampiot, élue Miss France 2023.
- Dernier classement réalisé : Moïra André, 3e dauphine de Miss France 2025.
- Dernière Miss France : Indira Ampiot, élue Miss France 2023.